# سیارک ۱۵۱۲۴۲
سیارک ۱۵۱۲۴۲ (به انگلیسی: 151242 Hajos، نامگذاری:2002AH11)۱۵۱۲۴۲مین سیارک کشف شده‌است که در ۱۱ ژانویه ۲۰۰۲ کشف شد.